# René Clément

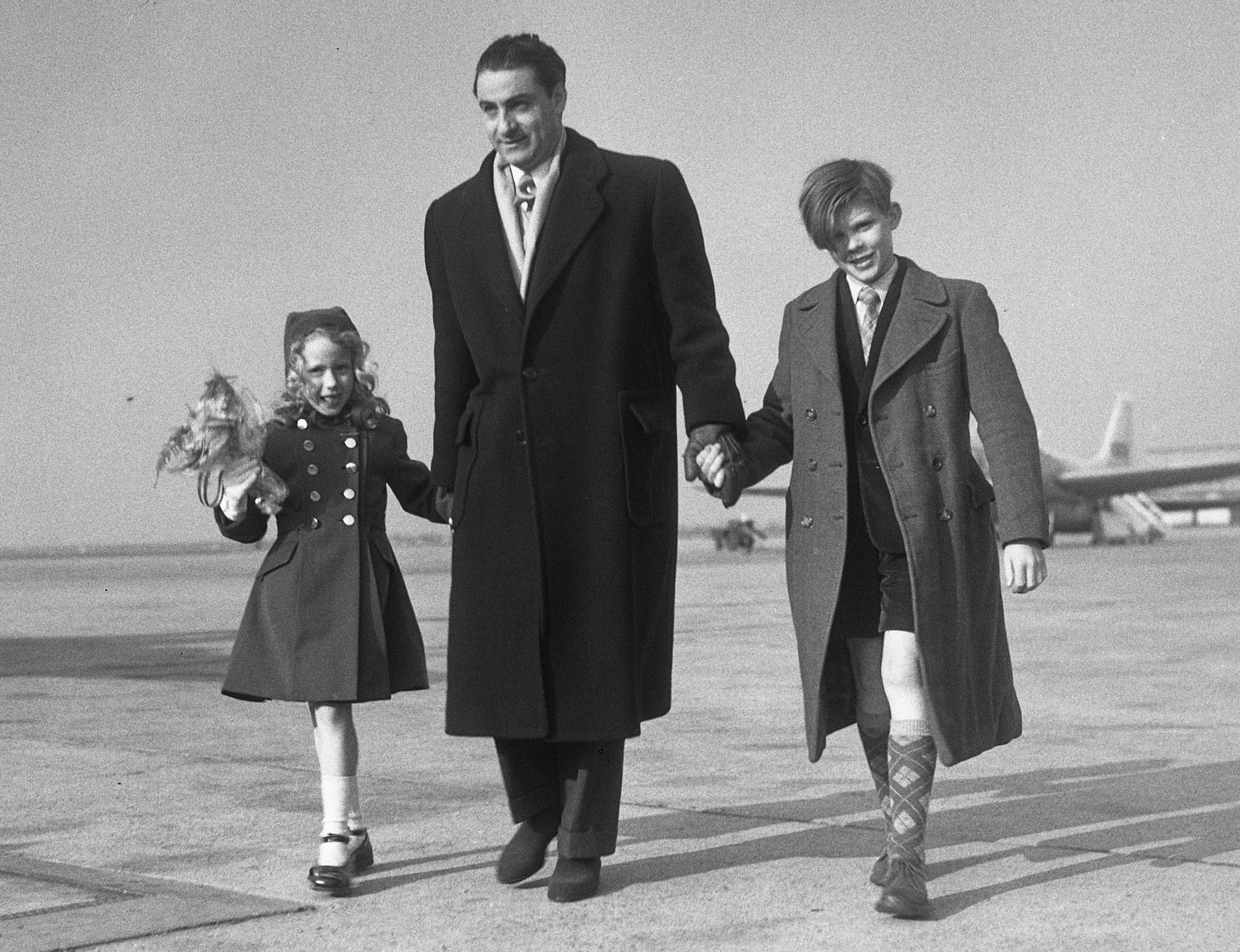
René Clément med Brigitte Fossey och Georges Poujouly, huvudrollsinnehavarna i hans film Förbjuden lek, 1953.

René Clément, född 18 mars 1913 i Bordeaux, död 17 mars 1996 i Monte Carlo, Monaco, var en fransk filmregissör och manusförfattare.

## Biografi
Clément studerade arkitektur vid École des Beaux-Arts, där han utvecklade ett intresse för filmskapande. Han började som fotograf och dokumentär- och kortfilmsregissör. Denna bakgrund medförde att även hans spelfilmer kännetecknas av exakthet i miljö- och personskildring.
År 1936 regisserade han sin första film, som var en 20 minuters kortfilm med Jacques Tati.
Clément tillbringade den senare delen av 1930-talet med att göra dokumentärfilmer i delar av Mellanöstern och Afrika. År 1937 var han och arkeologen Jules Barthou i Jemen för en dokumentärfilm, den första någonsin i landet och den enda kända filmen av Imam Yahya.
Det gick nästan tio år innan han regisserade den första spelfilm, Klar signal (1945), en film om franska motståndsrörelsen som blev en stor framgång både hos kritiker och publik. Efter denna succé blev han en av sitt lands mest framgångsrika och respekterade regissörer. Han vann många utmärkelser varibland finns två Oscars för bästa utländska film.
Clément hade även internationella framgångar med flera filmer, som fortsatte fram till hans pensionering 1975. År 1984 hedrades han av den franska filmindustrin för sina bidrag till filmkonsten med ett särskilt Césarpris.
Clément dog 1996 och begravdes på den lokala kyrkogården i Menton på franska Rivieran, där han tillbringade sina år som pensionär.

## Filmografi (urval)
- 1936 – Träna upp din vänsterkrok (kortfilm)
- 1946 – Klar signal
- 1946 – Hustomten skjuter skarpt
- 1946 – Flickan och odjuret (ej krediterad)
- 1947 – De fördömdas skepp
- 1949 – Farlig hamn
- 1952 – Förbjuden lek
- 1954 – En fransman i London
- 1956 – Gervaise
- 1958 – De heta åren
- 1960 – Het sol
- 1964 – Les félins
- 1966 – Brinner Paris?
- 1970 – Passageraren i regnet
- 1971 – Ont uppsåt
- 1972 – Med döden i hälarna
- 1975 – La baby sitter